# Загублений світ (фільм, 1960)
«Загублений світ» (англ. The Lost World, 1960) — художній фільм режисера Ірвіна Аллена за мотивами роману Артура Конана Дойла «Загублений світ».

## Сюжет
Вчений Джордж Едвард Челленджер, відомий біолог і антрополог, стверджує, що в серці Південної Америки існує плато, населене вимерлими динозаврами. Для того, щоб це довести, він вирушає в експедицію, в яку також входять професор Саммерлі, який має намір спростувати Челленджера, молодий репортер Едвард Мелоун (Девід Гедісон), мандрівник Лорд Джон Рокстон (Майкл Ренні) і Дженніфер Голмс, дочка видавця і боса Мелоуна, який є спонсором експедиції. Експедиція прибуває на плато на вертольоті, і виявляють, що воно дійсно населене динозаврами, а також гігантськими павуками і хижими рослинами. Чудовиська знищують вертоліт, роблячи повернення на ньому неможливим. Герої виявляються ізольованими від решти світу. Вони знаходять загадковий щоденник якогось Бертона Вайта і дізнаються, що Рокстон знає про долю Вайта. З'ясовується, що Вайт — дослідник, який побував на плато задовго до них. За допомогою щоденника герої відкривають багато таємниць плато. Вони виявляють на плато велике поселення індіанців. Індіанці проводять героїв у глибокі лавові печери, де Рокстон знаходить алмазне родовище. Там герої стикаються з «вогненним монстром» — величезним м'ясоїдним ящером, що мешкає в лаві, але їм вдається знайти вихід з печер. Вони залишають плато і повертаються в Лондон. Саме плато разом з усіма його мешканцями гине внаслідок виверження вулкана, а героям вдається врятувати лише одне яйце динозавра.

## В ролях
| Актор           | Роль                                                   |
| --------------- | ------------------------------------------------------ |
| Майкл Ренні     | Лорд Джон Рокстон досвідчений мисливець                |
| Джілл Сент-Джон | Дженніфер Голмс дочка власника газети                  |
| Девід Гедісон   | Едвард Мелоун журналіст газети Global News             |
| Клод Рейнс      | професор Джордж Едвард Челленджер голова експедиції    |
| Фернандо Ламас  | Мануель Гомес пілот вертольота                         |
| Річард Гейдн    | професор Саммерлі колега Челленджера                   |
| Рей Стріклін    | Девід Голмс брат Дженніфер                             |
| Джей Новелло    | Коста                                                  |
| Єн Волф         | Бертон Вайт відвідував плато до експедиції Челленджера |
| Джон Грем       | Стюарт Голмс батько Девіда і Дженніфер, бос Мелоуна    |
| Колін Кемпбелл  | професор Волдрон                                       |
| Вітіна Маркус   | абориген                                               |

## Виробництво
1959 року Аллен придбав права на роман Дойла за $100,000. Він хотів, щоб у фільмі грали Тревор Говард, Пітер Устинов і Рейнс, а також Віктор Метьюр і Гілберт Роланд (Роланд знявся в однойменному фільмі 1925 року). Він найняв Чарльза Беннета, щоб той допоміг йому адаптувати книгу для кіноекрану і довірив Віллісу О'Браєну, який працював на фільмі 1925 року, створення моделей для фільму.
Аллен отримав фінансування зйомок фільму від Бадді Адлера, голови виробництва студії 20th Century Fox.
У фільмі застосовано прості спецефекти: для знімання динозаврів використані варани, крокодили й ігуани, до спин і голів яких прикріплено плавники і гребені. За такою технологією створено ящера для фільму «Подорож до центру Землі» 1959 року. Критикам не сподобався цей метод, оскільки, за їх словами, моделі динозаврів, зняті за допомогою технології «стоп-кадр» виглядали б більш реалістичними. Режисер Аллен пізніше зізнався, що він не міг використовувати технологію, бюджет студії дозволив йому використовувати тільки живих істот.
Невеликий фрагмент з фільму використано 1970 року для фільму «Коли на Землі панували динозаври»